# Vince Collins
Vincent Collins, detto Vince (1944), è un regista e animatore statunitense.

## Biografia
Ha studiato presso il San Francisco Art Institute agli inizi degli anni settanta, nel 1975 ha ricevuto il Annual Student Film Awards come miglior animazione.
Successivamente durante gli anni settanta il suo lavoro era orientato verso l'animazione sperimentale e il cinema underground.
Negli anni ottanta ha lavorato con il 3d e la realtà virtuale per poi dirottare negli anni novanta le sue sperimentazioni nel web.

## Filmografia

### Regia
- Ingemination (1972)
- Gilgamish (1973)
- Euphoria (1974)
- Random Artifacts (1974)
- 200 (1975)
- Fantasy (1976)
- Sketches (1977)
- Animation (1979)
- Malice in Wonderland (1982)
- Life Is Flashing Before Your Eyes (1984)
- General Chaos: Uncensored Animation (1998)
- Fun with Computers (2004)
- Unofficial Reality (2005)
- Somewhere Under the Radar (2009)
- California Reel (2010)
- Magical Cat's Journey (2010)
- The Suicidal Cameraman (2011)
- Back in the Daze (2011)
- Canned Heat (2011)
- The Land of Sunshine (2012)
- Absinthe Cadillac (2012)
- Instant Clown Party (2013)
- The Lizard of Oz (2013)
- Animation School Dropout (2014)
- Psycho City (2014)
- Animation Time (2015)
- Saucer Man (2015)
- Treasure Hunter (2016)
- Lost in Time (2016)
- The Art Deco Story (2017)
- 12 Bar Blues (2017)
- We Will Buy Your Dreams (2018)
- Subliminal Mind Circus (2018)
- Animation School Reunion (2018)
- The Last Magic Show (2019)
- Mars is the Place!! (2019)
- Unofficial Intelligence (2020)
- Area 51 Revisited (2020)
- No More Normal (2020)
- The Old Animation Shop (2021)
- Stranger in Town (2021)
- Cuber (2022)
- Clickbait Content Factory (2022)

### Animazione
- Ingemination (1972)
- Gilgamish (1973)
- Euphoria (1974)
- Random Artifacts (1974)
- 200 (1975)
- Fantasy (1976)
- Sketches (1977)
- Animation (1979)
- Malice in Wonderland (1982)
- Life Is Flashing Before Your Eyes (1984)
- General Chaos: Uncensored Animation (1998)
- Fun with Computers (2004)
- Unofficial Reality (2005)
- Somewhere Under the Radar (2009)
- California Reel (2010)
- Magical Cat's Journey (2010)
- The Suicidal Cameraman (2011)
- Back in the Daze (2011)
- Canned Heat (2011)
- The Land of Sunshine (2012)
- Absinthe Cadillac (2012)
- Instant Clown Party (2013)
- The Lizard of Oz (2013)
- Animation School Dropout (2014)
- Psycho City (2014)
- Animation Time (2015)
- Saucer Man (2015)
- Treasure Hunter (2016)
- Lost in Time (2016)
- The Art Deco Story (2017)
- 12 Bar Blues (2017)
- We Will Buy Your Dreams (2018)
- Subliminal Mind Circus (2018)
- Animation School Reunion (2018)
- The Last Magic Show (2019)
- Mars is the Place!! (2019)
- Unofficial Intelligence (2020)
- Area 51 Revisited (2020)
- No More Normal (2020)
- The Old Animation Shop (2021)
- Stranger in Town (2021)
- Cuber (2022)
- Clickbait Content Factory (2022)

### Effetti speciali
- Santa Barbara - serie TV, episodio 1x76 (1984)